# Emilie Venturi

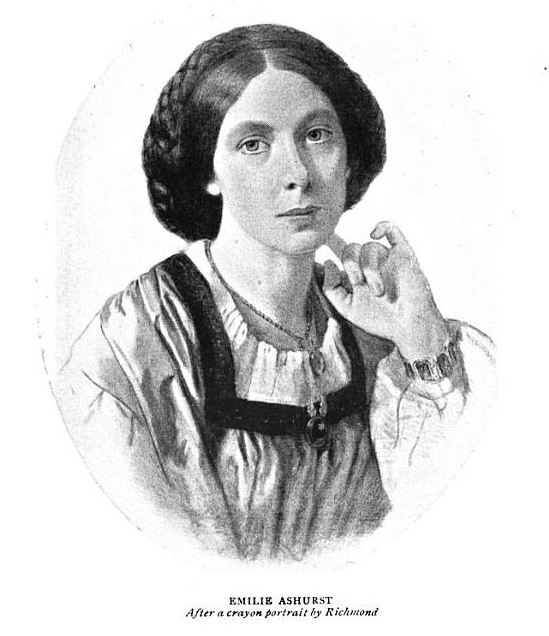
Emilie Ashurst

Emilie Ashurst (Hawkes) Venturi (geboren 6. Juli 1821 in Hornsey (London), Middlesex; gestorben 16. März 1893 in Chelsea (London)) war eine britische Aktivistin für Unabhängigkeitsbewegungen und Frauenrechte im Großbritannien des neunzehnten Jahrhunderts. Sie war zudem Schriftstellerin und Künstlerin. Sie war die erste Übersetzerin der Werke von Giuseppe Mazzini ins Englische, war bekannt mit Giuseppe Garibaldi, James McNeill Whistler, Algernon Charles Swinburne, Josephine Butler und korrespondierte mit dem irischen Politiker John Dillon. 1861 heiratete sie in 2. Ehe den italienischen Patrioten Carlo Venturi (ca. 1831–1866) und wurde so als Madame Venturi bekannt. Sie gehörte zur zweiten Generation der Familie Ashurst, deren Mitglieder sich über drei Generationen hinweg für Reformen einsetzten und die zentralen Figuren der sogenannten Muswell Hill Brigade waren.

## Leben

### Jugend
Emilie war das jüngste von fünf überlebenden Kindern von Elizabeth Ann Brown (1791–1854) und William Henry Ashurst (1792–1855). Ihr Vater war ein prominenter Anwalt, der sich gegen die Sklaverei, für den Chartismus, die Aufhebung der Corn Laws, die Einführung der Penny Post, die Abschaffung der Kirchensteuer und die Einigung Italiens einsetzte. Ihre Mutter, Elizabeth Ann Brown, stammte aus der Londoner Arbeiterklasse. Ihre Geschwister waren Elizabeth Ann Ashurst Bardonneau-Narcy, die zu den ersten gehörte, die die Romane von George Sand ins Englische übersetzten, Caroline Ashurst Stansfeld, die eine enge Beziehung zu Mazzini hatte und zusammen mit ihrem Ehemann James Stansfeld für eine Reihe von Reformbewegungen arbeitete, Matilda Ashurst Biggs, die Teil des internationalen Netzwerks von Aktivisten gegen die Sklaverei war und Freundschaft mit Ralph Waldo Emerson und William Lloyd Garrison pflegte und William Henry Ashurst, junior, der als Anwalt für die britische Post arbeitete.

### Ehen
1841 verlobte sich Emilie Ashurst mit Sidney Milnes Hawkes (1821–1902), 1843 heiratete sie ihn. Er war ein Freund von James Stansfeld, dem Ehemann ihrer Schwester Caroline, und arbeitete wie Stansfeld in der Anwaltskanzlei des Vaters. Emilie und ihr Ehemann trennten sich 1854 wieder. Emilie reichte 1859 die Scheidung ein. Die Historikerin Judith Walkowitz beschreibt Emilie Ashurst Hawkes auf Basis von zeitgenössischen Äußerungen als „eine kosmopolitische, Zigarre rauchende Geschiedene“.
1859 unternahm Emilie mit Bruder William und seiner Frau Bessy eine Reise nach Italien. Im Zug lernte sie Carlo Venturi aus dem Veneto kennen, der 1848 mit 18 Jahren aus der österreichischen Armee desertiert und nach Südamerika geflohen war. Er kämpfte dort mit Garibaldi und wurde Major. Venturi wollte wieder nach Südamerika zurückkehren, da er in Italien nicht sicher war. Mazzini überzeugte ihn jedoch, die italienische Unabhängigkeitsbewegung in Tirol und Südtirol als Nachrichtenoffizier zu unterstützen. 1861, nach der erfolgten Scheidung von Sidney Milnes Hawkes, heirateten Emilie Ashurst und Carlo Venturi. Von da an veröffentlichte Emilie ihre Texte unter dem Namen Emilie Venturi. Carlo Venturi starb jedoch 1866 an einem Schlaganfall.

### Schriftstellerin
Im Rahmen ihrer politischen Aktivitäten veröffentlichte Emilie Ashurst Artikel und Sachbücher. Es entstanden viele Texte über Mazzini und auch eine Reihe von Übersetzungen seiner Schriften. Für Mazzini war sie das englische Sprachrohr seiner Ideen.
In den 1870er Jahren versuchte sich Venturi sich an fiktionaler Literatur. Unter dem Pseudonym Edward Lovel veröffentlichte sie den Roman The Owl’s Nest in the City, nachdem ihre Freundin Jane Welsh Carlyle zur Diskussion gestellt hatte, ob eine Frau einen Roman ohne sentimentales Ende schreiben könne. Sie veröffentlichte im Selbstverlag auch die Kurzgeschichte A Dull Day in a Dull Port on the Mediterranean.

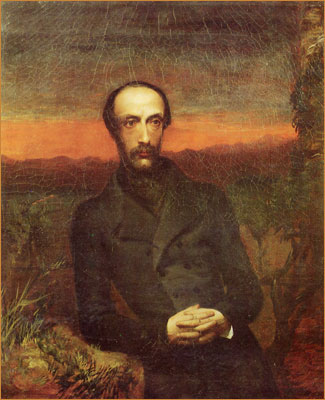
Emilie Ashurst: G. Mazzini 1846

### Künstlerin
Doch Emilie Ashursts Leidenschaft galt der bildenden Kunst. In den frühen 1850er Jahren stellte sie auf verschiedenen Ausstellungen Porträts aus, darunter zwei in der British Institution und ein Porträt von Arethusa Milner Gibson in der Royal Academy of Arts im Jahr 1853. Ihr eigenes Porträt wurde in der Royal Academy und im South Kensington Museum ausgestellt und zeugt von ihrem kulturellen Ansehen.
Venturis Illustrationen erschienen auch als Drucke. Sie ging bei etablierten Künstlern in London und in Italien in die Lehre. Ein Porträt von Mazzini schenkte sie seiner Mutter. Es hängt noch heute in Mazzinis Haus, das heute das Museo del Risorgimento in Genua beherbergt. Sie malte auch Porträts der Familie Cowen in Newcastle und anderer politischer Persönlichkeiten wie Alexandre Ledru-Rollin und Lajos Kossuth.
Später in ihrem Leben freundete sie sich mit James McNeill Whistler an, ihrem Nachbarn im Cheyne Walk (heute Lindsey Row) in Chelsea. Sie besaß mehrere seiner Werke (darunter Chelsea in Ice, das heute im Colby College Museum of Art aufbewahrt wird) und diskutierte mit ihm und seiner Mutter persönlich und durch Korrespondenz über Kunst. Emilie Venturi war es, die Thomas Carlyle mit Whistler bekannt machte, der daraufhin dessen Porträt Arrangement in Grey and Black Nr. 2: Porträt of Thomas Carlyle malte. Im Jahr 1885 Venturi folgte begeistert der Ten O’Clock-Vorlesung Whistlers.
Emilie Venturi war auch mit der amerikanischen Schauspielerin Charlotte Saunders Cushman und ihrer Geliebten, der Bildhauerin Emma Stebbins, befreundet.

### Tod
Emilie Ashurst Venturi starb am 16. März 1893 und wurde in der Dissidentenabteilung auf der Westseite des Highgate-Friedhofs in der Familiengruft der Ashursts beigesetzt.

## Themen der politischen Aktivitäten

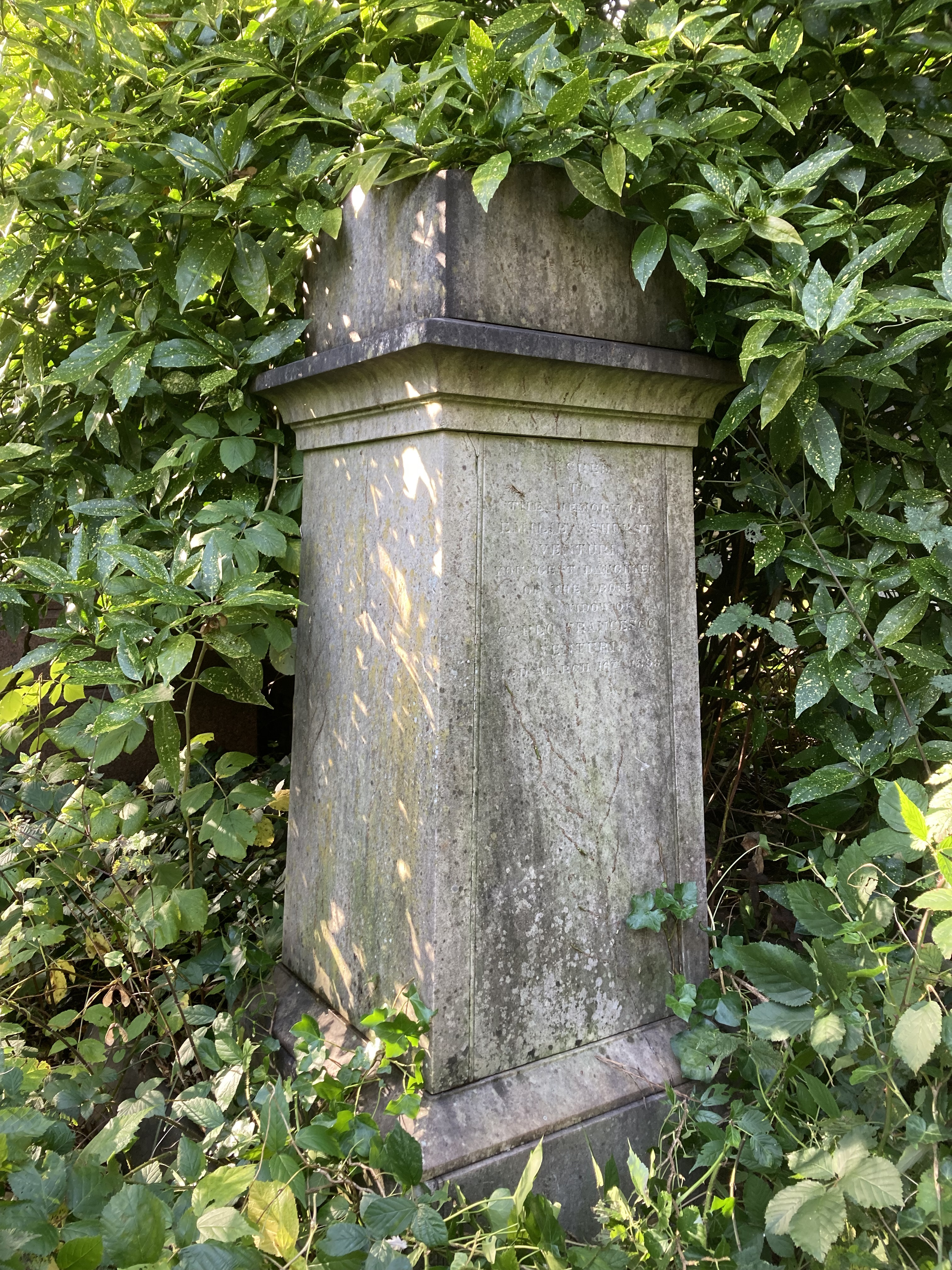
Begräbnisstätte von Emilie Venturi in der Familiengruft der Ashursts auf dem Highgate Cemetery

### Italienische Einheit
James Stansfeld war eng befreundet mit dem italienischen Nationalisten Giuseppe Mazzini und im Haus von Emilies Vater in Stoke Newington trafen sich Mazzini, Aurelio Saffi und andere führende politische Flüchtlinge aus Frankreich, Deutschland und Polen regelmäßig. Emilie Venturi lernte Giuseppe Mazzini 1844 kennen und setzte sich seitdem unermüdlich für die italienische Einigung ein. Sie war eine glühende Verfechterin seiner Ideen von Freiheit und Pflicht und übernahm eine führende Rolle bei der Verbreitung seiner Ideen in England. Ihre Interpretationen prägten das Verständnis seines Publikums und sie war eine wichtige Chronistin aktueller Ereignisse. Emilie schrieb eine Biografie über Mazzini und fungierte als seine literarische Herausgeberin und Sekretärin in Großbritannien. Sie veröffentlichte sechs Essays über Mazzinis Ideen sowie drei Übersetzungen seiner Hauptwerke, darunter The Duties of Man. Die Ashursts nannten Mazzini ihren „Engel“ und unterstützten ihn persönlich, politisch und finanziell. Emilie Venturi reiste durch Italien und die Schweiz, um Geld zu sammeln und Unterstützung für Mazzini zu gewinnen. Nachdem Mazzini 1866 Generalamnestie zugesprochen bekommen hatte, reiste er 1870 nach Sizilien, wurde aber erneut in Gaeta in Gefängnis geworfen. Unter anderem wurde er durch die Fürsprache von John Stuart Mill wieder freigelassen und konnte sich erneut ins Exil zurückziehen. Auch Emilie Venturi setzte sich für ihn ein und besuchte ihn in Gaeta. Außerdem sammelte sie etwa 1500 seiner Briefe an ihre Familie, die sie in drei Bänden unter dem Titel Mazzini’s Letters to an English Family veröffentlichte. Sie starb, bevor sie das Projekt abschließen konnte, und übergab es ihrer Freundin Elinor Francis Richards.

### Frauenrechte
Emilie Venturi war eine frühe Verfechterin der Emanzipation der Frau. Sie und ihre Schwestern Caroline und Matilda unterzeichneten 1866 die Petition für das Frauenwahlrecht, die John Stuart Mill dem Parlament vorlegte. Im selben Jahr trat Emilie dem Enfranchisement of Women Committee (EWC) bei, dass sich für die Gleichberechtigung von Frauen einsetzte. 1871 wurde sie Gründungsmitglied des London National Society for Women’s Suffrage (NSWS). Emilie war außerdem von 1876 bis 1882 Vorstandsmitglied des Married Women’s Property Committee und zudem Mitglied der Personal Rights Association.
Als Mitglied der Ladies National Association for the Repeal of the Contagious Diseases Acts war sie von 1871 bis 1886 Herausgeberin der Wochenzeitschrift The Shield (The Anti-Contagious Diseases Acts Associations’ Weekly Circular). Die Organisation kämpfte gegen das Gesetzes über ansteckende Krankheiten von Frauen aus dem Jahr 1866 in England, mit dem zum Schutz des Militärs die vierzehntägige Untersuchung von Prostituierten eingeführt wurde. Ihr Schwager James Stansfeld unterstützt die Kampagne im Parlament. Venturi verfasste zusammen mit Josephine Butler und anderen Frauen eine Broschüre mit dem Titel The Legislative Restrictions on the Industry of Women considered from the Women’s Point of View (1872), in der sie ihre Argumente zu den juristisch bedingten Einschränkungen von Industriearbeiterinnen darlegten.
1890 trat sie der Women’s Franchise League bei.

### Amerikanischer Bürgerkrieg
Emilie Venturi war mit Schwester Caroline Mitarbeiterin in einem Komitee zur Unterstützung der Unionsseite des Amerikanischen Bürgerkriegs.

### Irische Unabhängigkeit
Emilie Venturi war zudem eine leidenschaftliche Verfechterin der irischen Unabhängigkeit. Sie verehrte den irischen Nationalistenführer und Parlamentsabgeordneten Charles Stewart Parnell und korrespondierte in den letzten Jahren ihres Lebens intensiv mit John Dillon.

## Veröffentlichungen (Auswahl)
Eine komplette Liste von Emilie Venturis Texten befindet sich in der Ashurst Bibliography.
Essays
- Europe, Its Conditions and Prospects. In: Westminster Review, 1852, Band VIII, S. 442–468.
- States of Parties in Italy since 1848. In: Westminster Review, 1857, Band XVII, S. 98–133.
- [Anonymus]: The True Story of Mrs. Shakespeare’s Life. In: Gentlemen’s Magazine, Dezember 1869, 228, S. 63–73.
- Answer to Mr. [John] Morley’s Short Letter. In: Fortnightly Review, Mai 1870, S. 683.
- E. A. V.: Joseph Mazzini: What has he done for Italy? In: Contemporary Review. Nr. 15, Oktober 1870, S. 383–407.
- Religious Republicanism: Joseph Mazzini as Religious Teacher. In: Contemporary Review. Nr. 18, September 1871, S. 189–211.

Sachbücher
- William Henry Ashurst: A Brief Record of his Life. Privately printed, 1855.
- Religious Republicanism: Joseph Mazzini As a Religious Teacher. Wilkinson Bros, Bath, England 1871.
- Joseph Mazzini: His Life, Writing, and Political Principles. Hurd and Houghton, New York City 1872.
- Mit Josephine Butler, Ada Smith, Elizabeth C. Wolstenholme, Dinah Goodallv. The Legislative Restrictions on the Industry of Women considered from the Women’s Point of View. 1872.
- Joseph Mazzini: A Memoir. Henry S. King & Co., London 1875.
- Mazzini’s Foreshadowings of the Coming Faith. Theosophical Publishing Society, London 1916.

Übersetzungen
- Giuseppe Mazzini: The Duties of Man. Chapman & Hall, London 1862.
- Joseph Mazzini: A Memoir. Henry S. King & Co., London 1875.
- Joseph Mazzini: Mazzini on the Eastern Question. In: Fortnightly Review, April 1877, 21, S. 559–579.
- Yves Guyot: English and French Morality, from a Frenchman’s Point of View. National Liberal Club. Henry Vickers, London 1886.
- E. F. Richards (Hrsg.): Mazzini’s Letters to an English Family, 3 Bände. John Lane, London 1920–1923.

Fiktion
- [Anonymus]: A Dull Day in a Dull Port on the Mediterranean. In: St. Paul’s Magazine, März 1871, 7, S. 563–580.
- Edward Lovel: The Owl’s Nest in the City, 1876.